# Nomos Georgikos
Le Nomos Georgikos, ou « Loi agraire », est un texte juridique byzantin datant probablement des VIIᵉ-IXᵉ siècles. Il s'agit d'un recueil de dispositions régissant les relations économiques et sociales dans les communautés rurales de l'Empire byzantin. Ce document, bien que moins connu que d'autres grands codes juridiques comme les Basilika ou le Code Justinien, joue un rôle crucial dans la compréhension des structures agraires byzantines.

## Contenu
Le Nomos Georgikos est une compilation de normes visant à régler la vie rurale. Il traite de divers aspects liés à l'agriculture et aux relations sociales dans les villages, tels que les obligations entre propriétaires terriens et cultivateurs. Ce champ recouvre les responsabilités des paysans vis-à-vis des terres qu'ils exploitent, les modalités de paiement des redevances, qu'elles soient en nature ou en argent, les droits et devoirs des propriétaires envers leurs métayers ou locataires.
Ce recueil concerne également les conflits liés aux terres, tant la résolution des litiges concernant les frontières des parcelles, que l'arbitrage en cas de vol de récoltes ou de dommages causés par des troupeaux. Il évoque aussi la vie communautaire, au travers de l'organisation des corvées pour des travaux d’intérêt général. Enfin, il traite du régime des sanctions applicables. 

## Histoire
Les spécialistes débattent encore de l’origine exacte du Nomos Georgikos. Deux grandes hypothèses se distinguent :
- Une création impériale centralisée : Le texte aurait été promulgué par le pouvoir impérial pour réguler les zones rurales face à l’expansion des grands domaines aristocratiques. Justinien II est régulièrement cité comme l'empereur à l'origine de cette création.
- Une origine coutumière : Il pourrait refléter des pratiques juridiques locales, codifiées ultérieurement pour harmoniser la gestion des terres.

Certains chercheurs estiment que le Nomos Georgikos s'adressait principalement aux petites communautés rurales, où les institutions judiciaires étaient peu présentes. Ce code aurait donc servi de guide pratique pour les juges locaux ou les responsables villageois. Des parallèles existent entre le Nomos Georgikos et d’autres textes, comme les Écloga ou les Novelles de Justinien. Cela suggère une continuité et une adaptation du droit romain classique aux réalités agraires byzantines.

## Sources
- (en) Daniela Toševa-Nikolovska, « Some Observations on the Nomos Georgikos », Colloquia	Humanistica, vol. 7,‎ 2018, p. 206-226